# Casa de las Muertes
A Casa de la Muertes nevű lakóház (spanyol nevének jelentése: „a halálok háza”) a spanyolországi Salamanca egyik 16. századi műemléke.

## Története és legendái
A házat Alonso de Fonseca y Ulloa Santiago de Compostela-i érsek építtette a 16. század elején, tervezője a kor híres építésze, Juan de Álava volt. Híres, és valószínűleg a ház nevét is adó eredeti koponyás díszeit az idők során valamikor gömbszerű díszekre cserélték, ám az 1963-as felújítás során visszaállították őket. Van olyan elképzelés is, hogy a név nem a koponyák jelenlétéből ered, hanem az utcáról, amelyben a ház áll, ezt ugyanis a 17. és 18. században egyes források szerint Calle de las Muertesnek nevezték.
A koponyák és az elterjedt név több legenda keletkezését is magával hozta. Ezek a ház falai között történt gyilkosságokról szólnak, illetve az egyik szerint a ház alapjaiba két holttestet építettek be, méghozzá két fivérét a Manzano családból: az ő María la Brava által végrehajtott meggyilkolásuk (lefejezésük) abban az időszakban történt, amikor a város teljes megosztottságban élt két hatalmas nemes család vetélkedése miatt.

## Leírás
A ház Salamanca történelmi belvárosában található, a Bordadores utca keleti felén, a nyugat felé induló Úrsulas utca elágazásával szemközt. Stílusa platereszk, építőanyagául ugyanolyan villamayori homokkövet használtak, mint a belváros számos más épületéhez.
Különleges értékét homlokzati díszeinek köszönheti: számos olyan dombormű található rajta, amely növényi és állati motívumok mellett fantázia- és mitológiai lényeket is ábrázol, valamint több ismeretlen ember arcképe, köztük a bejárat fölötti ablak fölött az építtető Fonseca képmása. Az ajtó fölött két puttó között megjelenik az Ibarra család címere is. Legjellegzetesebb, a legendáknak is alapot adó dísze azonban az a négy koponya, amely a két fölső ablakot oldalról határoló pilaszterek alján látható.

## Képek

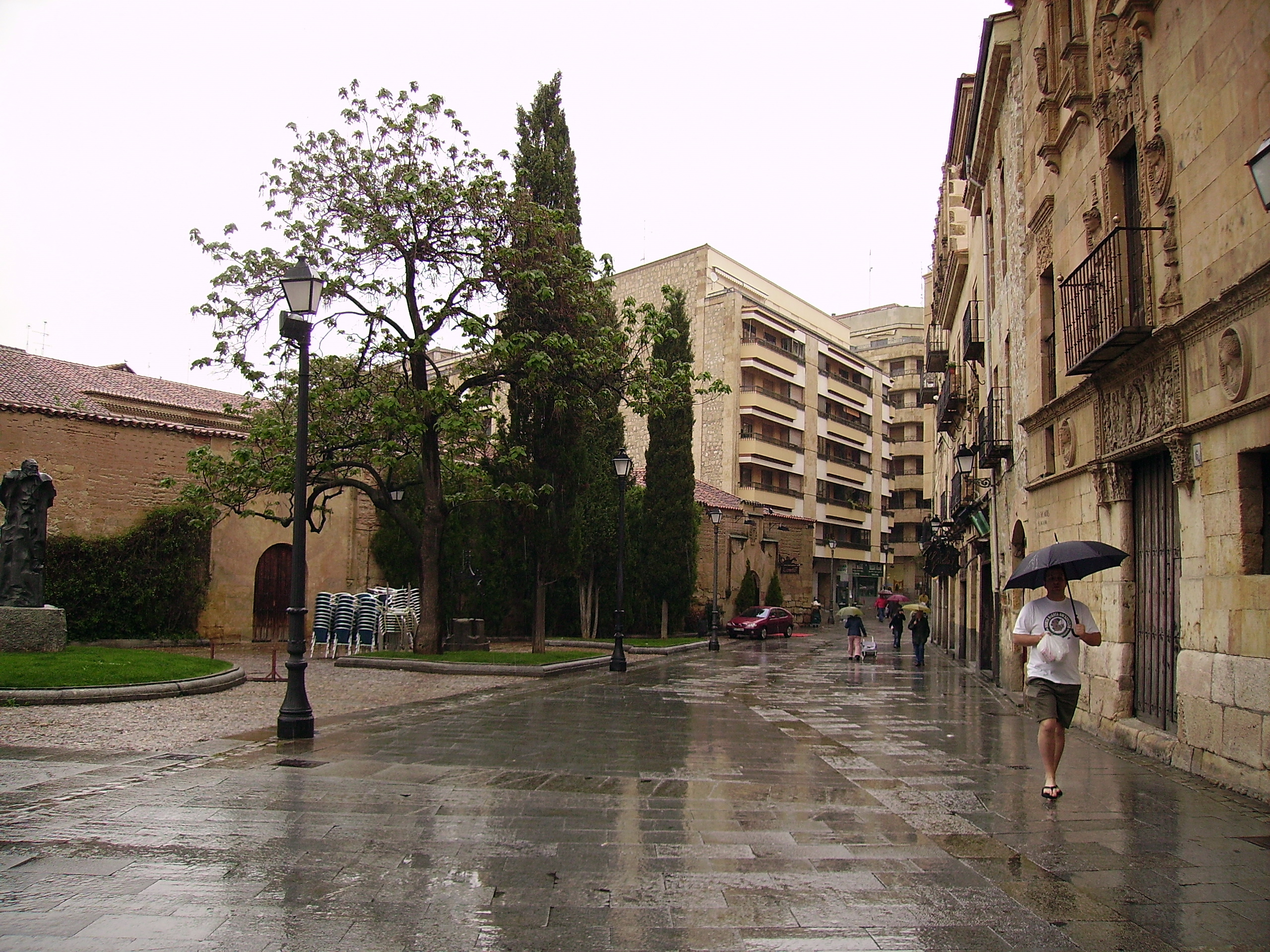
A ház utcája szélén
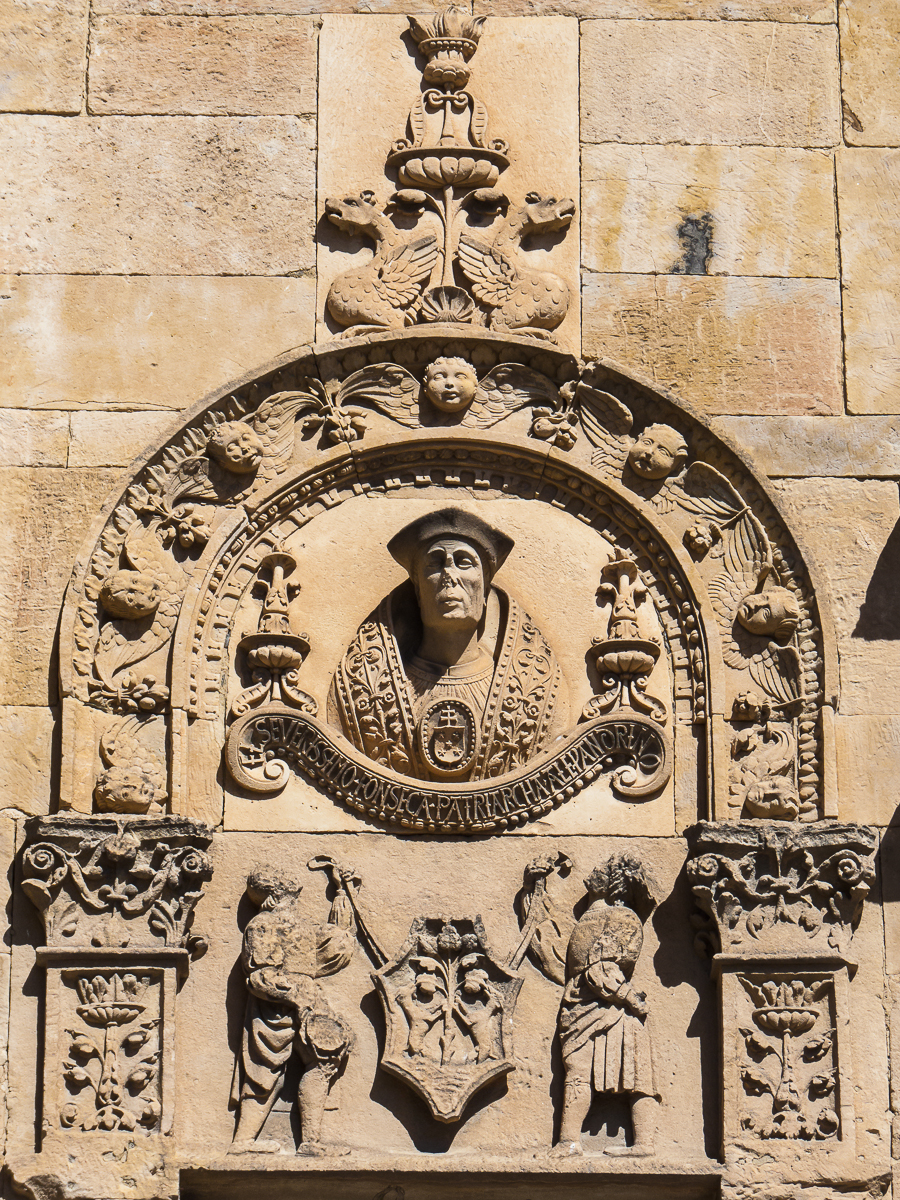
Az építtető, Alonso de Fonseca ábrázolása a homlokzaton
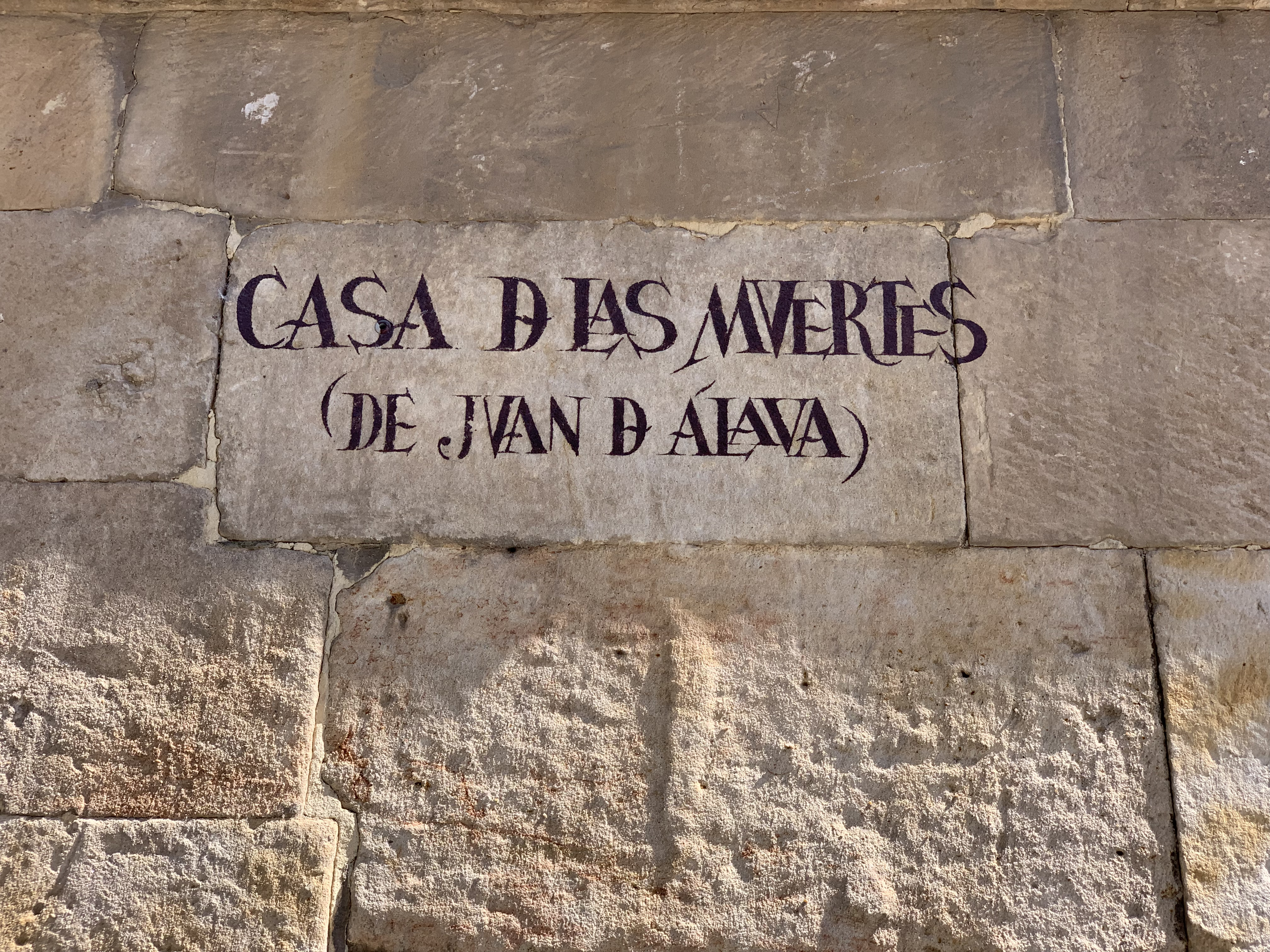
Felirat
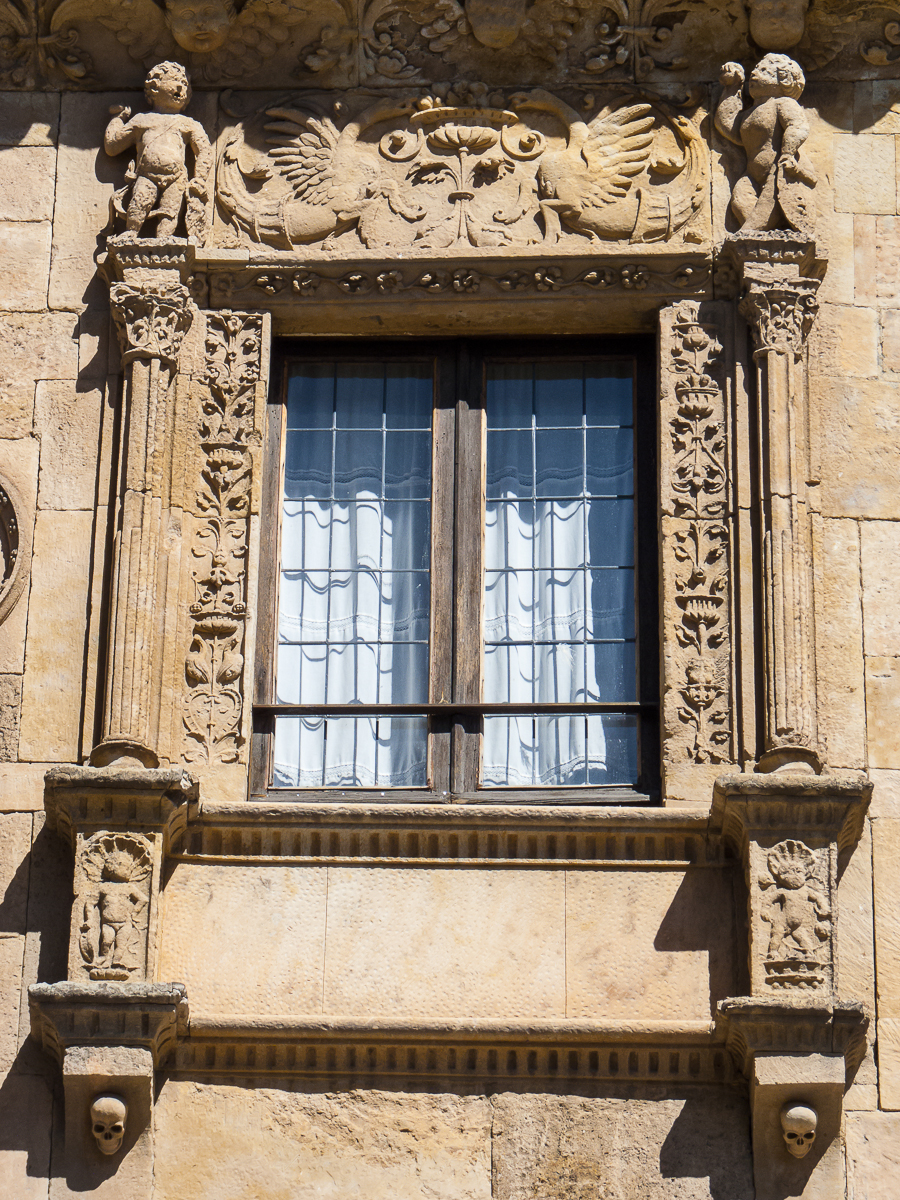
Ablak, lent koponyákkal